# Bewustzijnsroman
De bewustzijnsroman is een type roman waarin het vertelde verhaal geheel samenvalt met het moment waarop de roman zelf wordt gelezen. Het verhaal is verteld in de ik-vorm, waarbij onder meer de innerlijke monoloog centraal staat. De gevoelens en ervaringen van de hoofdpersoon vallen hierdoor noodzakelijkerwijs samen met die van de lezer. De schrijver probeert met deze vertelvorm in de eerste plaats de lezer bewust te maken van de dingen die voor de hoofdpersoon van het verhaal belangrijk zijn of zijn geweest.
De bewustzijnsroman manifesteerde zich als apart genre in de loop van de 20e eeuw.
Een voorbeeld van een bewustzijnsroman is Het boek Alfa van Ivo Michiels. Ook Eva van Carry van Bruggen is een bewustzijnsroman.  